# Gräberfeld von Gladbeck

Lage

Das jungbronzezeitliche Gräberfeld von Gladbeck liegt auf einer Anhöhe im Gladbecker Stadtteil Ellinghorst, in Nordrhein-Westfalen. Das Gelände befand sich bis zum Jahre 1936, als es für den Bau einer Bergarbeitersiedlung freigegeben wurde, in landwirtschaftlicher Nutzung. Bei der Anlage eines Grabens wurden Scherben und Knochenreste gemeldet. Im selben Jahr begann die Ausgrabung.
Es wurden zwei Teilstücke eines großen Gräberfeldes freigelegt, das sich über eine Länge von mindestens 300 m erstreckt. Der Westteil konnte einheitlich untersucht werden. Aus dem nördlich und südlich anschließenden Areal sind nur einige unsystematisch geborgene Bestattungen bekannt. Isoliert vom Hauptfeld wurde etwa 80 m entfernt eine als Nebenfeld bezeichnete Fläche ausgegraben. Es ist unbekannt, weshalb der dazwischen liegende Bereich nicht untersucht wurde. Die Grenzen des Gräberfeldes wurden durch die Grabungen nicht erreicht. Ob die Abnahme der Belegungsdichte im Norden, Westen und Süden des Hauptfeldes ein Hinweis auf die dortige Grenze ist, bleibt offen.
Die Grabung erbrachte 215 Fundkomplexe:
- 203 Bestattungen,
- 7 Gefäßfundstellen,
- 2 Holzkohlekonzentrationen,
- 2 Kreisgräben,
- 1 schlüssellochartige Anlage.

Ausgehend von den erfassten Gräbern kann die Anzahl der ursprünglich vorhandenen auf über 400 geschätzt werden. Das Material und die Aufzeichnungen befinden sich soweit erhalten im Museum der Stadt Gladbeck, im Wasserschloss Wittringen.

## Die Grabenanlagen
Auf dem Hauptfeld wurde eine schlüssellochartige Grabenanlage (Anlage I) und auf dem Nebenfeld wurden zwei Kreisgräben (Anlage II und III) gefunden. Die Fragen zur Überhügelung aller drei Anlagen und zur Struktur der Gräben müssen wegen der schlechten Dokumentation offenbleiben.
- Die Anlage in Schlüssellochform hat einen Dreiviertelkreis. Der im Südosten fehlende Grabenteil endete in zwei nicht miteinander verbundenen abgespreizten Schenkeln. Die Ausdehnung der Einfriedung betrug etwa sechs Meter. Zentral in der Anlage lag ein Knochenlager.
- Der große Kreisgraben (Anlage II) wies einen Durchmesser von etwa 16 m auf. Seine Innenfläche ist aus unbekannten Gründen nicht ausgegraben worden. Im Grabenbereich befanden sich zwei Urnengräber.
- Bei Anlage III, südöstlich der Anlage II, handelte es sich um einen Grabenring von etwa 6,6 m Durchmesser, in dessen Zentrum ein Urnengrab lag.

## Gräber
Auf dem Gräberfeld wurden etwa 200 Brandbestattungen untersucht, die in einer Tiefe zwischen 0,4 und 0,8 m lagen. Die Beisetzungen erfolgten als Einzelbestattungen. Doppelbestattungen sind in den Grabungsunterlagen nicht verzeichnet. 50 Gräber waren zerstört, respektive in ihrem Erhaltungszustand so beeinträchtigt, dass die Beisetzungsform nicht mehr feststellbar war. Bei den übrigen handelt es sich um 132 Urnengräber, 16 Knochenlager und fünf Brandschüttungsgräber.

### Urnengräber
87 von den 132 Urnengräbern wurden ohne Beigefäß gefunden. Die restlichen 45 enthielten ein Beigefäß. Die Urnen standen aufrecht in der Grabgrube. Eine war zusätzlich mit einer Schale abgedeckt. In zwei Fällen hatte man die Urne mit der Mündung auf den Leichenbrand gestellt.

### Knochenlager
Die 16 Knochenlager sind in den Grabungsunterlagen nicht näher beschrieben. Bei 10 wurde ein Beigefäß angetroffen. Soweit Angaben vorhanden sind, befand es sich auf dem Leichenbrand.

### Brandschüttungsgräber
Es konnten fünf Brandschüttungsgräber, eines davon jedoch zerstört festgestellt werden. Bei einem Grab lagen Scherben, Holzkohle und Leichenbrand auf einer größeren Fläche verstreut. In einem Grab stand die Urne in einer Holzkohleschicht. Zwei der Brandschüttungen enthielten ein Beigefäß.

## Holzkohlekonzentrationen
Punktuell konnten zwei Holzkohlekonzentrationen festgestellt werden. Auf Platz 1 lag in 0,4 m Tiefe eine Holzkohleschicht von etwa 0,6 m Durchmesser. Der zweite Platz wies in einer Tiefe von 0,3 m zunächst eine Holzkohleschicht auf, etwa 0,4 m tiefer lagen einige Scherben. Leichenbrand wurde nicht beobachtet.

## Gefäß- und Scherbendeponien
Auf dem Gräberfeld wurden sechs Gefäß- und eine Scherbendepot aufgedeckt. Da in keinem Fall Leichenbrand erkannt wurde, ist davon auszugehen, dass keine zerstörten Bestattungen vorliegen. Die Gefäße bzw. Scherben wurden ohne Grabzusammenhang deponiert. Mit Ausnahme eines Gefäßes handelt es sich jeweils um kleine Schälchen und Becher.

## Funde

### Bronze und Bernstein
Aus acht Gräbern sind Bernsteinperlen, bzw. bronzene Rasiermesser und eine Pinzette bekannt. Aus zweien stammt jeweils eine durchlochte Bernsteinperle, in einem fand sich darüber hinaus ein Bernsteinrest. Ein Grab barg ein dreieckiges Bronzerasiermesser mit aufgebogener Spitze. Ein Rasiermesser von rechteckiger Form mit zurückgeschlagenem, eingerolltem Griff sowie eine bronzene Pinzette mit eingezogener Bügelbiegung stammen aus einem anderen Grab. Außerdem wurde ein Teil einer bronzenen Nadel und Bronzereste beobachtet.

### Keramik

#### Keramikgruppen
Aussagen zum Gesamtgräberfeld verbieten sich, da die räumlichen und inhaltlichen Beziehungen zwischen dem Hauptfeld (etwa 12.500 m²), den weiter südlich liegenden unsystematisch geborgenen Gräbern und dem östlichen Nebenfeld (etwa 1.250 m²) ungeklärt sind.
Doppelkonische Gefäße als größte Gruppe verteilen sich gleichmäßig auf dem Haupt- und Nebenfeld; lediglich im Bereich des Schlüssellochgrabens sind sie seltener. Zylinderhals- und Trichterrandgefäße sind vergleichsweise selten. Sie finden sich in lockerer Streuung auf dem Haupt- und Nebenfeld. Die ebenso seltenen Kegelhalsgefäße liegen primär im Westteil des Hauptfeldes.
Die Verwendung der verschiedenen Gefäßformen als Urnen oder Beigefäße lässt Unterschiede erkennen. Kegelhalsgefäße wurden nur als Urnen benutzt. Doppelkoni und Zylinderhalsgefäße wurden als Urnen deutlich bevorzugt und nur in kleiner Zahl als Beigefäße beobachtet. Töpfe mit Trichterrand wurden je zur Hälfte als Urnen und Beigefäße benutzt. Beigefäße mit Trichterrand wurden im mittleren Bereich des Hauptfeldes und im Nebenfeld nicht beobachtet. Dort finden sich die auf den übrigen Gräberfeldpartien nur spärlich vertretenen Näpfchen, Schälchen und Tassen. Ähnliche Abgrenzungen ergeben sich bei der Verteilung der Verzierungen.
Sämtliche Keramik des Feldes ist handgeformt. Sie zeichnet sich teilweise durch hervorragende Ebenmäßigkeit aus und fällt durch eine flächendeckende Politur auf. Dies gilt besonders für kerbschnittverzierte Gefäße und einige verwandte Formen. Im Gegensatz dazu steht eine Anzahl meist doppelkonischer Gefäße, deren Formgebung und Oberflächenbehandlung stark abfällt.
Der Keramikbestand des Gräberfeldes ist unvollständig. Vollständige Inventare liegen aus 74 Bestattungen vor. Weitere sieben Gräber kommen aus der Arbeit von H. Aschemeyer hinzu. Von weiteren 26 Gräbern ist das Inventar nur teilweise erhalten. Dieses wird in acht Fällen durch das von Aschemeyer vorgelegte Material ergänzt.

#### Formen
Doppelkoni sind in verschiedenen Formvarianten vertreten. Neben den schlanken mit mittelständigem Umbruch kommen etwas breitere, gedrückte Exemplare vor, des Weiteren rundbauchige sowie solche mit einziehendem Oberteil. Schließlich sind weite, gedrückte, schalenförmige Doppelkoni zu nennen. An die schalenförmigen Beispiele lassen sich solche mit hochgezogener Schulter anschließen. Nicht erhalten sind die in den Unterlagen als Doppelkoni bezeichneten Urnen aus sechs Gräbern.
Neben den häufigeren Ritzverzierungen kommen auf einer geringen Anzahl von Gefäßen stehende Halbbögen und Winkel, tiefe fingergezogene Rillen, vierfache Rillenbänder, waagerecht und senkrecht gesetzten Rillenbündel, dreifache Girlanden und schräg strichgefüllte Winkel vor.
Die Zylinderhalsgefäße sind weitbauchig mit gleichmäßig einziehendem Unterteil. Die Randlippe kann sorgfältig ausgezogen sein oder fehlen. Eine Urne weist einen Standring auf. Lediglich vier Zylinderhalsgefäße sind unverziert. Die Verzierung der übrigen Gefäße ist vielfältig.

## Fundmaterial und Chronologie
Mit den im Verhältnis zur Gräberzahl wenigen Kreisgräben setzt sich Gladbeck von den bekannten jungbronzezeitlichen (etwa 1700 bis 1200 v. Chr.) Gräberfeldern im nördlichen und nordöstlichen Westfalen ab, auf denen es üblich war die Mehrzahl der Bestattungen einzuhegen. Hier kann sich die periphere Lage Gladbecks im Süden eines größeren Gebietes mit Grabeinhegungen darstellen. Die Lippe, als letzter großer rechtsrheinischer Nebenfluss, hat für die vorzeitlichen Kulturen stets einen Grenzbereich markiert. Die Leute der La Hoguette-Kultur überschritten sie nach Norden ebenso wenig wie die festen Römerlager.
Während die Kreisgräben Verbindungen zum angrenzenden Münsterland zeigen, ist der Keramikbestand in Bezug auf das Vergleichsmaterial weiter aufgefächert. Die doppelkonischen Gefäße lassen sich mit gleichzeitigen Gräberfeldern Westfalens verbinden. Zylinder- und Kegelhalsgefäße sind Formen, wie sie auf den Gräberfeldern am nördlichen Rand der Urnenfelderkultur zu finden sind. In Gladbeck fanden sich fünf Gefäße, die in Formgebung, Dekor oder Verzierungstechnik völlige Übereinstimmungen mit dem Material der Urnenfelderkultur bieten. Die übrigen Zylinder- und Kegelhalsgefäße bleiben in Form und Dekor qualitativ zurück und stellen Gefäße dar, die den Vorbildern nachgearbeitet sind. In denselben regionalen Kontext gehören die kerbschnittverzierten Kleingefäße. Zu den Gefäßformen der süddeutschen Urnenfelderkultur, wie sie für die Gräberfelder Ostwestfalens und Hessens zusammengestellt wurden gehören zwei bis drei Kleingefäße. Auf Beziehungen zu Mitteldeutschland weisen zwei Gefäße hin. Der hohe Kegelhals bzw. Zylinderhals sind Merkmale, die innerhalb des Keramikmaterials des Gräberfeldes allein stehen. Auch die breite Rillenzier setzt sich von der Kannelurenverzierung ab, wie sie von der Urnenfelderkultur bekannt sind.

## Datierung
Ein Problempunkt bei jungbronzezeitlichem Fundgut von westfälischen Gräberfeldern stellt die Datierung dar. Die gleichzeitige Verwendung des süddeutschen Chronologiesystems nach P. Reinicke (1872–1958) und des Schemas von Montelius (1843–1921) hat „chronologische Verzerrungen“ zur Folge, die der Nachzeichnung historischer Abläufe nicht gerecht werden. Erschwerend wirkt sich aus, dass datierende Metallbeigaben weitgehend fehlen und bisher nur wenige jungbronzezeitliche Gräberfelder aus Westfalen vorgelegt wurden. So ist bei der Analyse des Gräberfeldes von Gladbeck, kaum mehr möglich, als die Erfassung einiger Punkte zum Belegungsablauf. Die Verteilung der Gefäßformen, lässt keine regional engere Eingrenzung von Gruppen zu. Es scheint keine chronologische Belegung des Gräberfeldes vorzuliegen. Es ist vielmehr anzunehmen, dass die Belegung gruppenweise erfolgte. Anzeichen dafür sind aber nur spärlich.
Regionen mit doppelkonischen Gefäßen scheinen Kerngebiete darzustellen, um die sich die anderen Gefäßformen gruppieren. Im Falle Gladbecks könnte angenommen werden, dass die Regionen mit Kreisgräben Bestattungsplätze von Gruppen anzeigen, die noch an bronzezeitliche Traditionen der Grabeinhegung und Überhügelung anknüpfen, wie dies G. J. Verwers für die südlichen Niederlande festgestellt hat. Das würde bedeuten, dass ein Teil der doppelkonischen Gefäße der älteren Phase des Gräberfeldes zuzurechnen ist. Zylinderhals- und Kegelhalsgefäße, Deckeldosen, sowie Kerbschnitttechnik und ritzverzierte Nachahmungen der Kerbschnittdekors würden dann eine Phase der Neuerungen darstellen. Die unverzierten Doppelkoni und Trichterrandgefäße können mit den beiden ersten Phasen gleichzeitig sein, können aber auch den letzten Zeitabschnitt darstellen, in dem eine Gefäßverzierung nicht mehr üblich war. Wegen ihrer Randlage innerhalb des Gräberfeldausschnittes lassen sie allerdings keine definitive Aussage zu. Die zeitliche Einordnung der Gladbecker Keramik ist bereits von H. Aschemeyer geleistet worden. Danach war das Gräberfeld während Hallstatt B/Periode V in Nutzung. Mögliche Hinweise für eine frühere Belegung sind spärlich.